# Sejf

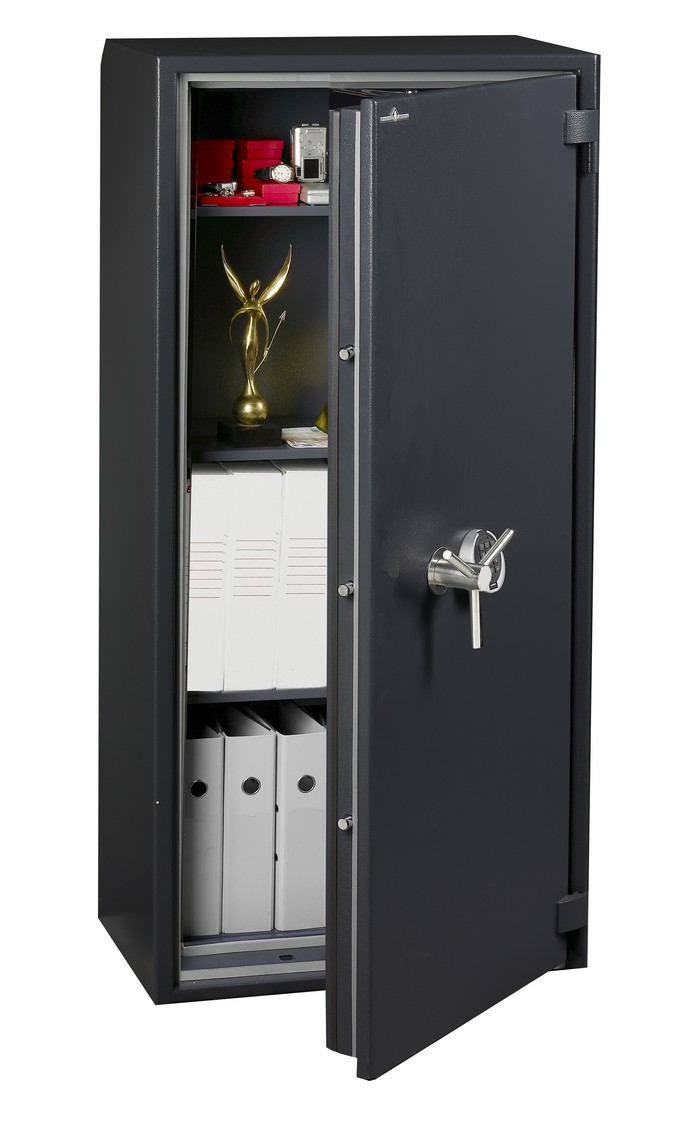
Sejf w formie szafy

Sejf (z ang. safe – „bezpieczny”, także kasa pancerna) – zamykana wytrzymała metalowa skrzynia lub szafa, służąca do przechowywania wartościowych przedmiotów (np. pieniędzy, biżuterii, dokumentów, nośników danych, broni, materiałów niebezpiecznych itp.) w celu zabezpieczenia ich przed kradzieżą, zniszczeniem lub nieuprawnionym użyciem. 
Niektóre sejfy są specjalnie skonstruowane do przechowywania konkretnej zawartości, np. broni strzeleckiej. Sejfy są na ogół wyposażone w zamek szyfrowy (tradycyjny lub elektroniczny) i mogą być mocowane do podłogi lub ściany. Sejfy mogą też być ognioodporne, zapewniając utrzymanie (przez pewien czas) wewnętrznej temperatury niepowodującej uszkodzenia zawartości podczas pożaru. Czas ten dla dokumentów papierowych wynosi typowo 30 lub 60 minut. Dłuższe czasy np. 120 minut oferowane są rzadko, gdyż powodują nieproporcjonalny wzrost ceny.
W Polsce dopuszczalny limit wartości pieniężnych przechowywanych w sejfach określa odpowiednie rozporządzenie.